# Von Hanau

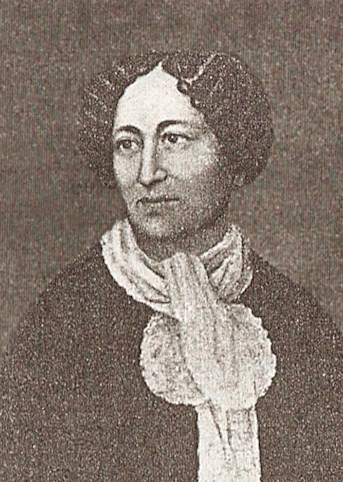
Gertrude Falkenstein, vanaf 1853: vorstin van Hanau

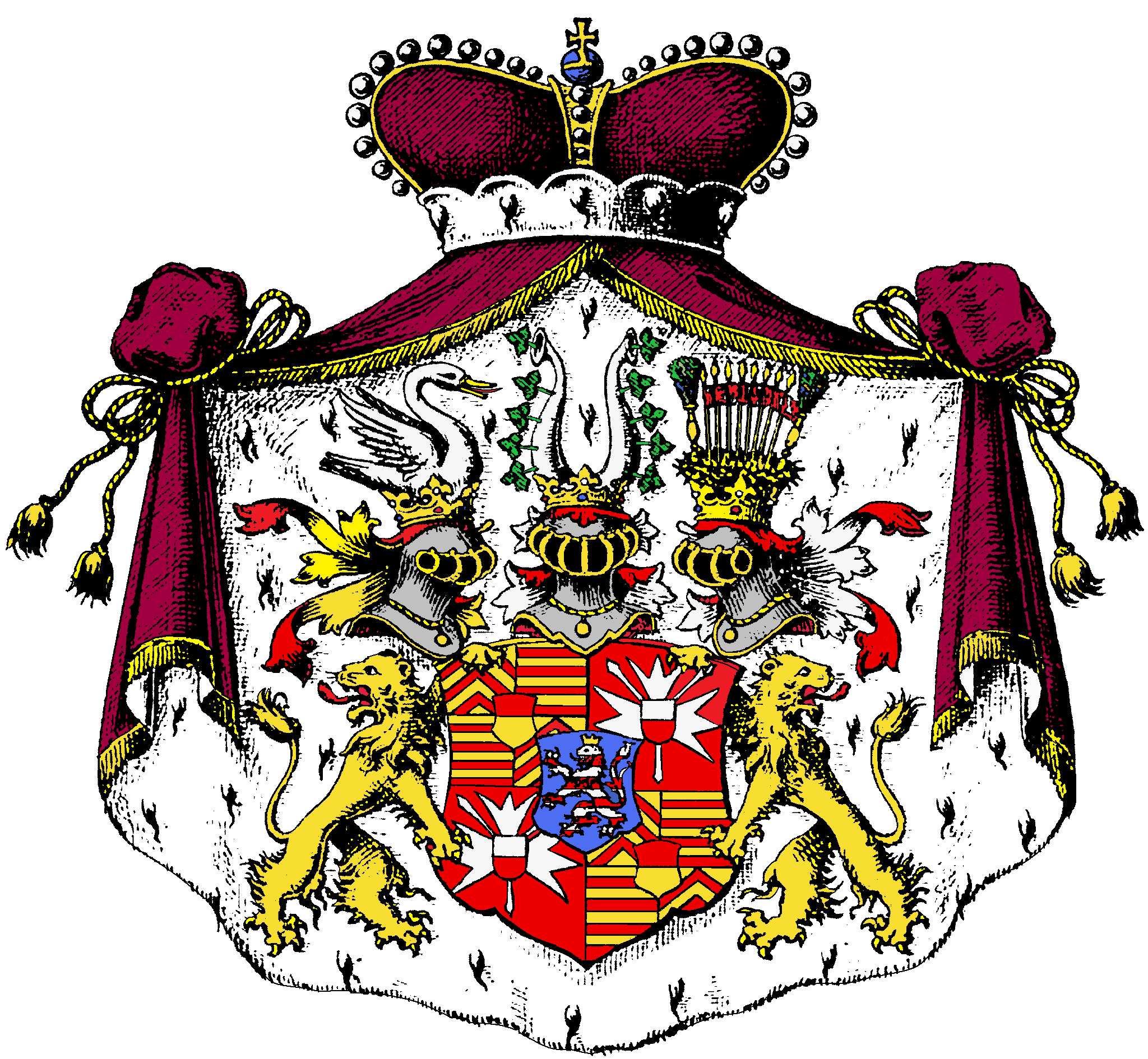
Wapen van de Fürsten von Hanau-Schaumburg

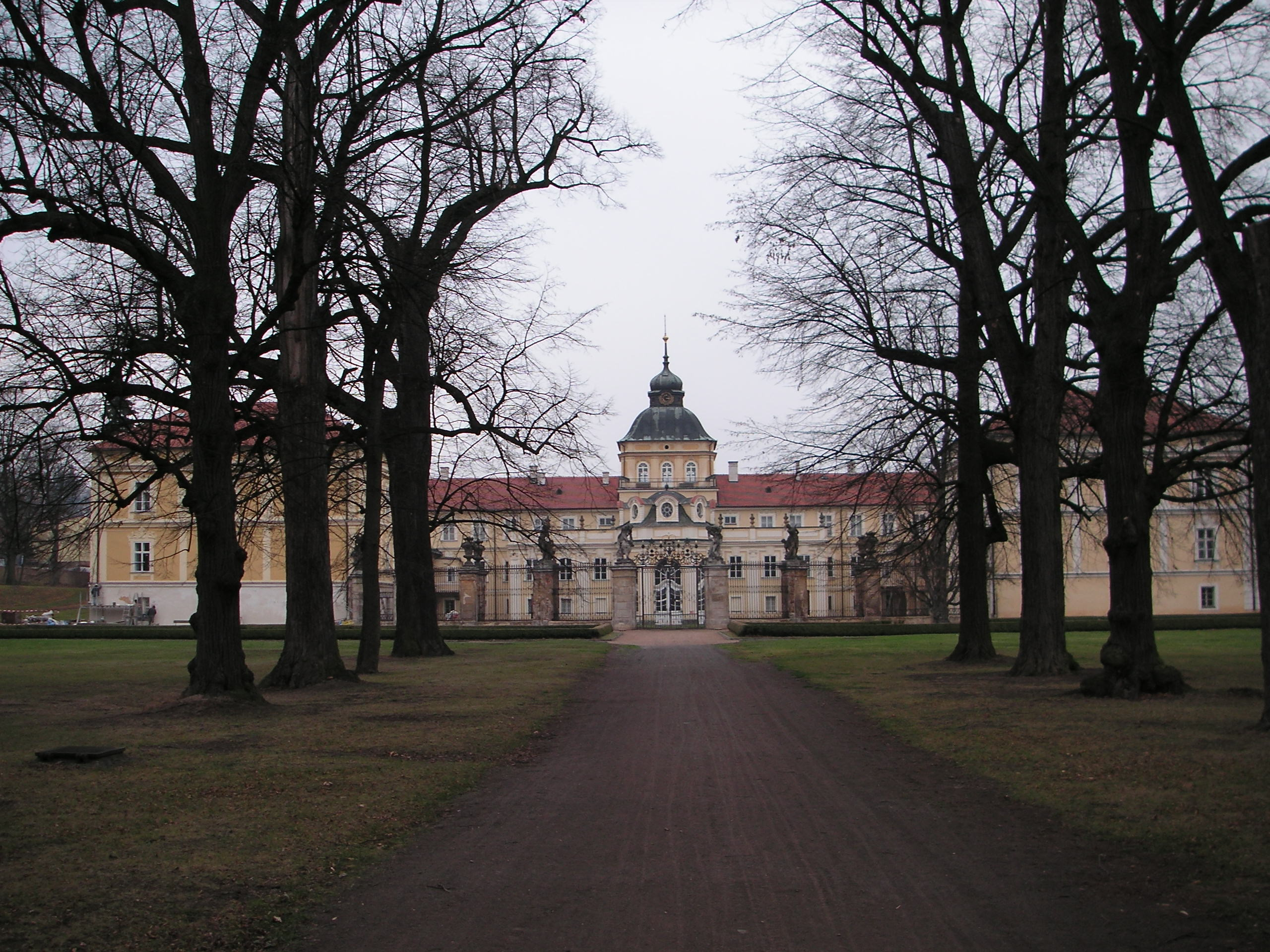
Schloss Hořovice

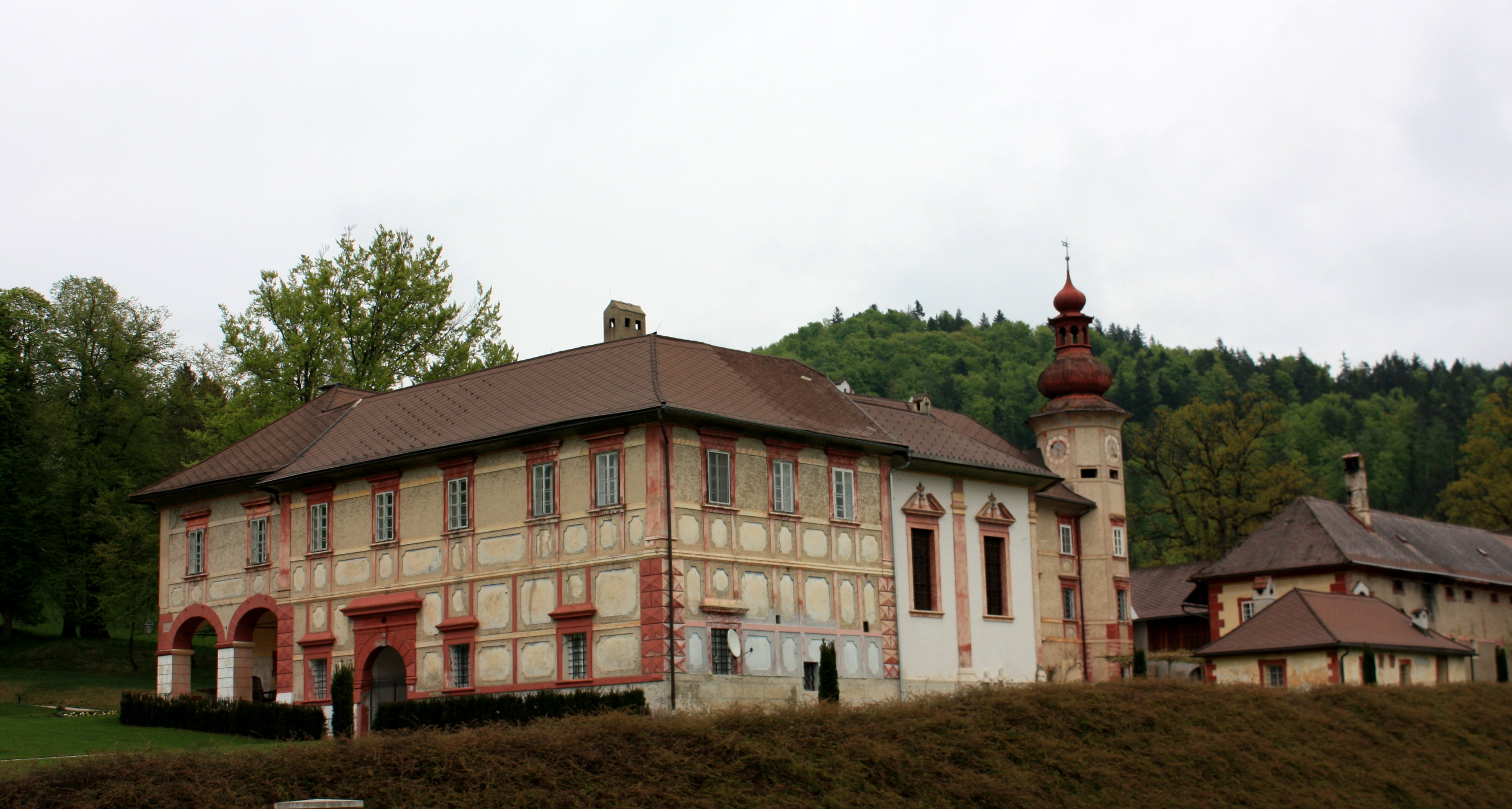
Schloss Meiselberg (2009)

Von Hanau is een uit Hessen stammend adellijk geslacht.

## Geschiedenis
De stamreeks begint met Gertrude Falkenstein (1803-1882) die in 1831 morganatisch huwde met keurvorst Frederik Willem I van Hessen-Kassel (1802-1875). In 1831 verkreeg zij met haar kinderen de keurvorstelijke Hessische titel van graaf/gravin von Schaumburg met het predicaat doorluchtigheid ("Erlaucht"). In 1853 werden zij verheven tot Fürst (bij eerstgeboorte) en prins(es) van Hanau. Deze laatste titels werden in Oostenrijk erkend met als geslachtsnaam "von Hanau und zu Hořowitz". In 1862 werd het predicaat "Durchlaucht" verleend aan nakomelingen die ten minste uit een huwelijk met een gravin voortkwamen; dit werd in 1877 in Oostenrijk bevestigd. Herbevestigingen vonden nog plaats in 1930 en 1931, terwijl in 1938 werd bepaald dat dit geslacht mocht worden opgenomen in de derde afdeling van de Gothaisches Hofkalender.
Het geslacht bewoonde tot de Tweede Wereldoorlog het Schloss Hořovice in Hořovice (het buitenverblijf van de keurvorst en zijn vrouw met hun kinderen), dat na de oorlog staatseigendom werd. In 1941 erfde Maria Theresia Gräfin Fugger von Babenhausen (1899-1994), echtgenote van de 5e vorst, het Schloss Meiselberg dat nog steeds door de familie wordt bewoond.

## Enkele telgen
Frederik Willem I van Hessen-Kassel (1802-1875), keurvorst van Hessen-Kassel; trouwde in 1831 met Gertrude Falkenstein (1803-1882), vanaf 1831 Gräfin von Schaumburg, vanaf 1853 Fürstin von Hanau
- Friedrich-Wilhelm Prinz von Hanau und zu Hořowitz, Graf von Schaumburg (1832-1889)
  - Friedrich August Prinz von Hanau, Graf von Schaumburg (1864-1940)
    - Heinrich 5e Fürst von Hanau, Graf von Schaumburg (1900-1971); trouwde in 1921 met Maria Theresia Gräfin Fugger von Babenhausen (1899-1994), erfgename van het Schloss Meiselberg 
      - Karl Heinrich 6e Fürst von Hanau, Graf von Schaumburg (1923-1998)
        - Philipp 7e Fürst von Hanau, Graf von Schaumburg (1959), land- en bosbouwer
          - Tassilo Prinz von Hanau MA (1987), vermoedelijke opvolger als Fürst von Hanau en chef de famille
- Moritz 1e Fürst von Hanau (1834-1889)
- Wilhelm 2e Fürst von Hanau (1836-1902)
- Karl 3e Fürst von Hanau (1840-1905)
- Heinrich 4e Fürst von Hanau (1842-1917)